# Phthiridium turkestanicum
Phthiridium turkestanicum är en tvåvingeart som beskrevs av Hurka 1997. Phthiridium turkestanicum ingår i släktet Phthiridium och familjen lusflugor. Inga underarter finns listade i Catalogue of Life.